# Canton de Charleville-La Houillère
Le canton de Charleville-La Houillère est une ancienne division administrative française, située dans le département des Ardennes et la région Champagne-Ardenne.

## Histoire
Le canton de Charleville-La Houillère est issu de la division de l'ancien canton de Charleville par le décret no 73-715 du 23 juillet 1973. La deuxième partie du territoire est devenue le canton de Charleville-Centre  et la troisième partie est devenue le canton de Nouzonville.

## Administration
| Période | Période      | Identité             | Étiquette | Qualité |
| ------- | ------------ | -------------------- | --------- | --- |
| 1973    | 1980 (décès) | Jean Delautre        | PS        | Maire de Charleville-Mézières (1977-1980) Conseiller régional (1973-1980)                                  |
| 1981    | 1988         | Yves Saliou          | PS        | Contrôleur au Ministère de la Consommation                                                                 |
| 1988    | 1994         | Marie-Thérèse Berger | PS        | Directrice d'école Adjointe au Maire de Charleville-Mézières (1980-1983) Conseillère régionale (1988-1996) |
| 1994    | 2001         | Philippe Pailla      | PS        | Directeur d'école                                                                                          |
| 2001    | 2008         | Philippe Mathot      | DL        | Conseiller municipal de Charleville-Mézières (1995-2001) Député (1993-1997)                                |
| 2008    | 2015         | Boris Ravignon       | UMP       | Maire de Charleville-Mézières depuis 2014 Vice-président du Conseil général                                |

## Composition
Le canton de Charleville-La Houillère se composait d’une fraction de la commune de Charleville-Mézières et de deux autres communes. Il comptait 13 639 habitants (population municipale) au 1er janvier 2012.
| Nom                              | Code Insee | Intercommunalité     | Population (dernière pop. légale)               |
| -------------------------------- | ---------- | -------------------- | ----------------------------------------------- |
| Charleville-Mézières (chef-lieu) | 08105      | CA Ardenne Métropole | Fraction : 12 867(2012) Commune : 48 615 (2014) |
| Damouzy                          | 08137      | CA Ardenne Métropole | 420 (2014)                                      |
| Houldizy                         | 08230      | CA Ardenne Métropole | 376 (2014)                                      |

## Démographie
| 1975 | 1982 | 1990   | 1999   | 2006   | 2011   | 2012   |
| ---- | ---- | ------ | ------ | ------ | ------ | ------ |
| -    | -    | 16 056 | 14 925 | 13 969 | 13 369 | 13 639 |